# Petterchernes brasiliensis
Petterchernes brasiliensis är en spindeldjursart som beskrevs av Jacqueline Heurtault 1986. Petterchernes brasiliensis ingår i släktet Petterchernes och familjen blindklokrypare. Inga underarter finns listade i Catalogue of Life.